# Rissana Janoubia
Rissana Janoubia  (in arabo ريصانة الجنوبية‎?) è un centro abitato e comune rurale del Marocco situato nella provincia di Larache, regione di Tangeri-Tetouan-Al Hoceima. Conta una popolazione di 16 366 abitanti (censimento 2014).